# Філ Коллен
Філ Коллен (англ. Philip Kenneth Collen; нар. 8 грудня 1957) — британський музикант, ритм-гітарист рок-гурту Def Leppard.

## Біографія
Філ Коллен народився в Гакні, Лондон, Англія. Свою першу гітару він отримав від двоюрідного брата Девіда Пілла. Потім, у віці 16 років, Коллен отримав свою другу гітару — червоний Gibson SG, самостійно вивчився грати і кинув школу, щоб продовжити кар'єру в музиці. Після чого грав у молодих гуртах Lucy, Tush, Dumb Blondes і Girl. Під час його перебування в Girl кар'єра Коллен пішла вгору, що викликано відносним успіхом альбомів Sheer Greed і Wasted Youth.
Молодого Філа Коллена також можна побачити на задній стороні обкладинки концертного альбому групи Deep Purple «Made in Japan». Фотографія була зроблена в Brixton Academy в Лондоні, на концерті, який відвідав Коллен, а не в Японії.
У недавньому інтерв'ю Коллен сказав, що Стів Гарріс пропонував йому приєднатися до Iron Maiden, щоб замінити гітариста Денніса Страттона, але він відхилив пропозицію через музичні розбіжности.